# Thunum
Thunum ist ein 7,61 Quadratkilometer großer Ortsteil der Gemeinde Stedesdorf im ostfriesischen Landkreis Wittmund. Die Warfensiedlung liegt drei Kilometer östlich von Esens und elf Kilometer nordwestlich von Wittmund auf einer Höhe von 4,7 Metern über dem Meeresspiegel.

## Geschichte
Der Ort wird erstmals im 10. Jahrhundert als Thunhem erwähnt. Spätere Bezeichnungen sind Tunnum (1344), Tynnum (1420) und Tunum (1491). Die heutige Schreibweise ist seit 1585 geläufig. Der Ortsname wird vom altfriesischen Wort tūn (Zaun, eingezäuntes Feld) abgeleitet. Thunum bedeutet demnach eingezäuntes Heim.
Thunum war ein alter Sitz einer ostfriesischen Häuptlingsfamilie, wobei diese schon früh die Herrschaft über das dazugehörige Gebiet verloren hatte. Als einziger Angehöriger ist Ede Reentzen († 1394) durch seinen Grabstein in der Thunumer Kirche bekannt. In der Folgezeit ist Thunum mit der Herrlichkeit Stedesdorf vereinigt worden. Die alte Häuptlingsfamilie hat aber weiterhin über ihr Grundeigentum verfügt, denn erst Hero Omken d. J. entriss 1485 der letzten Erbtochter Rinelt ihren Besitz. Dabei brach er auch das dreistöckige Steinhaus ab. Er tauschte das verbleibende Gut mit der Familie von Folkertshausen gegen die Burg Nordorf ein. In einer sich in Esens befindenden Grabschrift von 1553 wird „Omme to Folkertshusen und Thunum“ genannt. In der 1. Hälfte des 17. Jh. wurde der Besitz an Georg von Rauchbar aus Meißen verkauft. Von ihm oder einem seiner Nachkommen erwarb es ein Herr von Steding, Besitzer von Gut Nordys. Danach wechselten die Besitzer häufig. Das bestehende Gulfhaus stammt aus der 1. Hälfte des 19. Jhs.
Thunum war eine selbstständige Gemeinde, die 1972 mit Osteraccum, Mamburg und Stedesdorf zur Gemeinde Stedesdorf vereinigt wurde.

## Sehenswürdigkeiten
Sehenswert ist die St.-Marien-Kirche. Sie geht auf ein Bauwerk des 13. Jahrhunderts zurück. Von diesem Bau ist lediglich der abseits der Kirche stehende Glockenstuhl des geschlossenen Typs erhalten geblieben. Die heutige Kirche wurde 1842 errichtet. Aus dem Vorgängerbau wurde die Grabplatte des 1394 verstorbenen Häuptlings Edo Reentzen am Glockenturm angebracht. Zudem wurden zwei Ölgemälde aus dem 17. Jahrhundert und zwei Totenschilde der Familie Glan übernommen. Die beiden Epitaphe sind dem Freiherrn von Glan († 1718) und Isabella von Glan († 1771) gewidmet.